# Estádio Denis Loureiro
Estádio Denis Loureiro – stadion piłkarski, w Matriz de Camaragibe, Alagoas, Brazylia, na którym swoje mecze rozgrywa klub Sport Club Bom Jesus.